# Indonésie na Letních olympijských hrách 1988
Indonésie se účastnila Letní olympiády 1988 v jihokorejském Soulu. Zastupovalo ji 29 sportovců (26 mužů a 3 ženy) v 11 sportech.

## Medailisté
| Medaile | Jméno                                                | Sport       | Soutěž       |
| ------- | ---------------------------------------------------- | ----------- | ------------ |
| Stříbro | Lilies Handayani Nurfitriyana Saiman Kusuma Wardhani | Lukostřelba | družstvo žen |